# Robert Stanley Weir
 (février 2018).
Si vous disposez d'ouvrages ou d'articles de référence ou si vous connaissez des sites web de qualité traitant du thème abordé ici, merci de compléter l'article en donnant les références utiles à sa vérifiabilité et en les liant à la section « Notes et références ».
Robert Stanley Weir (Hamilton (Ontario) 15 novembre 1856 - 20 août 1926) était un juge et un poète canadien. Il a composé les paroles anglaises du O Canada. Il était le frère du politicien William Alexander Weir.